# Willie Cunningham (football, 1930)
Pour les articles homonymes, voir Willie Cunningham.
Willie Cunningham (né le 20 février 1930 à Mallusk et mort le 31 août 2007) est un footballeur international nord-irlandais.

## Carrière

### Joueur

#### Débuts
Cunningham est formé à St Mirren et débute lors de la saison 1950-1951 jouant quatorze matchs. La saison suivante, il marque son premier but en professionnel et voit son temps de jeu s'accroître.

#### Baisse de régime et transfert
À partir de 1952, il voit son temps de jeu diminuer, jouant vingt-quatre matchs en trois saisons. Il est transféré à Leicester City où il retrouve du temps de jeu. Il remporte le championnat d'Angleterre de deuxième division en 1956-1957.

#### Coupe du monde 1958
Choisi par Peter Doherty, il s'envole en Suède pour participer à la Coupe du monde 1958. Il participe à tous les matchs de son pays lors de cette compétition avec son numéro 2. L'Irlande du Nord arrive en quart de finale mais doit s'incliner par 4-0 contre la France.

#### Retour au pays
Après ces six saisons en Angleterre, Cunningham revient en Écosse et joue avec le Dunfermline Athletic. Il y reste deux saisons avant de prendre sa retraite des terrains. Son dernier trophée est la Coupe d'Écosse en 1961.

### Entraîneur
Dès l'annonce de sa retraite, Willie prend le poste d'entraîneur de sa dernière équipe. Lors de sa première saison, il arrive en finale de la coupe d'Écosse mais doit se contenter de la seconde place. Il ne remporte rien durant ces trois saisons et est laissé libre.
En 1970, il remporte le championnat d'Écosse de deuxième division et permet à son club de monter parmi l'élite du football écossais. Il quitte le club après la saison 1971-1972 pour le club de ses débuts avec qui il termine sans titre.